# Aristocats
Aristocats (engelska: The Aristocats) är en animerad långfilm från 1970, producerad av Walt Disney Productions. Den är baserad på en berättelse med samma namn av Tom McGowan och Tom Rowe. Filmen är den tjugonde animerade långfilmen bland Walt Disneys animerade filmklassiker. Filmen hade biopremiär i Los Angeles den 11 december 1970 och allmän premiär i USA den 24 december samma år.
Filmen kretsar kring en familj av aristokratiska katter, och hur en livfull katt från förorten hjälper dem efter att en butler vid namn Edgar kidnappar kattfamiljen för att få sin arbetsgivares förmögenhet, som var tänkt att gå till dem.

## Handling
Året är 1910 i Paris. Madame Adelaide Bonfamille, en snäll, gammal, och virrig miljonärska, testamenterar allt hon äger till sin katt Duchess och hennes tre ungar Toulouse, Berlioz och Marie, och i andra hand sin betjänt Edgar. Edgar skulle mycket hellre vilja vara förste arvinge, och rövar bort katterna långt ut på landet, där han lämnar dem. Han har dock inte räknat med strykarkatten Thomas O'Malley, som hjälper sina nya kattvänner att hitta hem till Paris igen. Där gör Edgar ett nytt försök, men Thomas rycker ut igen, tillsammans med sina vänner och musen Roqueforte och Edgar skickas på export till Afrika, något han ämnade göra med katterna. Thomas adopteras av Madame, och blir ungarnas nye pappa.

## Rollista
Filmens ledmotiv sjungs av Maurice Chevalier.
| Roll                       | Originalröst                                                | Svensk röst                                |
| Thomas O'Malley            | Phil Harris                                                 | Per Myrberg                                |
| Duchess (tal)              | Eva Gabor                                                   | Margareta Sjödin                           |
| Duchess (sång)             | Robie Lester                                                | Margareta Sjödin                           |
| Edgar                      | Roddy Maude-Roxby                                           | Ingvar Kjellson                            |
| Toulouse                   | Gary Dubin                                                  | Mats Åhlfeldt                              |
| Marie                      | Liz English                                                 | Åsa Wisborg                                |
| Berlioz                    | Dean Clark                                                  | Bobo Håkansson                             |
| Roquefort                  | Sterling Holloway                                           | Hans Lindgren                              |
| Napoleon                   | Pat Buttram                                                 | Arne Källerud                              |
| Lafayette                  | George Lindsey                                              | Bert-Åke Varg                              |
| Madame Adelaide Bonfamille | Hermione Baddeley                                           | Barbro Nordin                              |
| Georges Hautecourt         | Charles Lane                                                | John Elfström                              |
| Frou-Frou (tal)            | Nancy Kulp                                                  | Jan Sjödin                                 |
| Frou-Frou (sång)           | Ruth Buzzi                                                  | Jan Sjödin                                 |
| Abigail Gabble             | Monica Evans                                                | Helena Reuterblad                          |
| Amelia Gabble              | Carole Shelley                                              | Meta Velander                              |
| Farbror Waldo              | Bill Thompson                                               | Bert-Åke Varg                              |
| Scat-katt                  | Scatman Crothers                                            | Leppe Sundewall                            |
| Scat-katts gäng            | Vito Scotti Lord Tum Hudson Paul Winchell Thurl Ravenscroft | Svante Thuresson Lasse Bagge Bert-Åke Varg |

## Om filmen
- Filmen hade svensk premiär 3 december 1971 på biografen Rigoletto i Stockholm.[7]
- Filmen producerades under 4 år och dess kostnader uppgick till 4 miljoner dollar.
- Bill Thompsons (Waldos originalröst) sista filmroll, Bill avled några månader efter filmens premiär på grund av septisk chock[8].

## Animatörer
| - Ollie Johnston - Milt Kahl - John Lounsbery - Frank Thomas | - Eric Cleworth - Fred Hellmich - Hal King - Eric Larson - David Michener - Walt Stanchfield - Julius Svendsen | - Basil Davidovich - Al Dempster - Don Griffith - Ralph Hulett - Bill Layne - Sylvia Roemer |

## Övriga medverkande (i urval)
- Produktionsdesign: Ken Anderson
- Klippning: Tom Acosta
- Specialeffekter: Dick N. Lucas, Dan MacManus
- Ljud: Robert O. Cook
- Orkesterarrangemang: Walter Sheets
- Musikredigering: Evelyn Kennedy

## Sånger
| Originaltitel               | Svensk titel                   |
| --------------------------- | ------------------------------ |
| The Aristocats              | Aristocats                     |
| Scales and Arpeggios        | Musiklektionen                 |
| Thomas O'Malley Cat         | Thomas O'Malleys sång          |
| Ev’rybody Wants To Be a Cat | Alla snubbar vill ju vara katt |
| She Never Felt Alone        | svensk titel saknas            |

## Svenska premiärer
- 3 december 1971 - Svensk biopremiär
- julen 1980 - Nypremiär
- 18 mars 1994 - Nypremiär
- 24 januari 1995 - Köpvideopremiär
- 19 januari 2000 - Nypremiär på video
- 14 november 2001 - Premiär på DVD
- 3 september 2008 - Nypremiär på DVD[3]

## Källhänvisningar
1. ↑  Dave Smith (1998). Disney A to Z: The Updated Official Encyclopedia. Hyperion Books. sid. 33. ISBN 978-0786863914
2. ↑  Anthony D'Alessandro (Oktober 27, 2003). ”Cartoon Coffers – Top-Grossing Disney Animated Features at the Worldwide B.O.”. Variety:  s. 6. Arkiverad från originalet den 4 november 2020. https://web.archive.org/web/20201104215642/https://www.thefreelibrary.com/Tooned+in%3a+Disney%27s+ani+classics+set+the+bar+and+lit+the+way+for...-a0110473946. Läst Januari 6, 2025.
3. 1 2 3  ”Aristocats”. Disneyania. 30 maj 1970. http://www.d-zine.se/filmer/aristocats.htm. Läst 3 september 2016.
4. ↑  Aftonbladet, 4 december 1971, sid. 20
5. ↑  ”The Aristocats” (på amerikansk engelska). Behind The Voice Actors. https://www.behindthevoiceactors.com/movies/Aristocats/. Läst 22 februari 2025.
6. ↑  ”Aristocats (1970)”. Svensk Filmdatabas. https://www.svenskfilmdatabas.se/sv/item/?type=film&itemid=21160. Läst 23 juli 2023.
7. ↑  Dagens Nyheter, 2 december 1971, sid. 18
8. ↑  ”Bill Thompson, Los Angeles Times”. https://projects.latimes.com/hollywood/star-walk/bill-thompson/. Läst 22 februari 2025.